# Academia de Inscripciones y Bellas Letras
La Academia de las Inscripciones y Lenguas Antiguas (Académie des Inscriptions et Belles-Lettres) es una sociedad científica fundada por Jean-Baptiste Colbert en 1663 en el ámbito de las Humanidades. Es una de las cinco academias del Instituto de Francia.

## Historia
La academia tuvo sus orígenes en un reducido grupo de humanistas, miembros de la Academia francesa por iniciativa de Colbert en 1663, quien decidió reunir regularmente a varios eruditos para solicitarles consejo sobre las inscripciones en latín que habrían de ser escritas en los registros y divisas o lemas de los monumentos públicos y medallas hechas en honor del rey Luis XIV.
Organizada en 1701, la Académie Royale des inscriptions et médailles (Real Academia de inscripciones y medallas) asumió su actual título en 1716.

## Actividades
La función de la academia, según sus propios estatutos, está:
«dedicada principalmente al estudio de los monumentos, idiomas y culturas de las civilizaciones antiguas, la Edad Media y el periodo clásico, así como de las civilizaciones no europeas».
Además de otros numerosos cometidos concentrándose, especialmente, en la historia de Francia y de las Galias, la lingüística y la arqueología.
El premio Volney es otorgado por el Instituto de Francia, a propuesta de la academia.
Si bien la institución contaba, al principio, con pocos miembros, rápidamente la lista se fue ampliando y hoy cuenta con 55 miembros de nacionalidad francesa y 40 asociados extranjeros.

## Miembros de la Academia
Algunos miembros de la Academia a lo largo de la historia han sido
- Jacques Cassagne
- Jean-Pierre Babelon
- Robert-Henri Bautier
- Louis Bazin
- Yves-Marie Bercé
- Paul Bernard
- Michel Bur
- Jean-Pierre Callu
- Philippe Contamine
- François Chamoux
- André Crépin
- Gilbert Dagron
- Jean Delumeau
- Jean-Marie Dentzer
- Robert Etienne
- Jean Favier
- Jean-Louis Ferrary
- Pierre-Sylvain Filliozat
- Jacques Fontaine
- Marc Fumaroli
- Philippe Gauthier
- Jacques Gernet
- Daniel Gimaret
- Paul Goukowsky
- André Gouron
- Nicolas Grimal
- Bernard Guenee
- Jean-François Jarrige
- Jacques Jouanna
- Juliette de la Geniére
- André Laronde
- Henri Lavagne
- Gilbert Lazard
- Jean Leclant
- Georges Le Rider
- Leonardo López Luján
- Jean-Pierre Mahé
- Jean Marcadé
- Robert Martin
- Henri Metzger
- Alain Michel
- Claude Nicolet
- Marc Philonenko
- Bernard Pottier
- Emmanuel Poulle
- Francis Rapp
- Roland Recht
- Jean Richard
- Albert Rigaudière
- Jean-Noël Robert
- Christian Robin
- Jacqueline De Romilly
- Jean-Pierre Sodini
- Pierre Toubert
- Robert Turcan
- Franciscus Verellen
- André Vauchez
- Michel Zink